# Vannevar Bush
Vannevar Bush (Everett, Massachusetts, 11 de marzo de 1890-30 de junio de 1974) fue un ingeniero y científico estadounidense. Es conocido por el papel político que tuvo en el desarrollo de la bomba atómica y por su idea Memex, por el cual podemos considerarlo el padre del concepto "hipertexto". El Memex fue un proyecto que no se llegó a llevar a cabo; pero más adelante en 1989, fue precursor World Wide Web.

## Biografía
Nació el 11 de marzo de 1890 en Everett, Massachusetts y estudió en el Tufts College de la Universidad de Harvard y en el Instituto de Tecnología de Massachusetts (MIT), donde más tarde desempeñó diversos cargos docentes y administrativos. Tenía dos hermanas. Su padre era ministro de Universalist. De niño, Bush estaba a menudo enfermo por lo que permanecía largos periodos de tiempo postrado en cama. 
En la escuela demostró una gran aptitud para la matemáticas. Desde pequeño ya era un alumno aventajado y en 1913 construyó una máquina que servía para calcular distancias entre terrenos desiguales a la que llamó Profile Tracer.
En 1919, se une al Departamento de Ingeniería Eléctrica del MIT, donde ejerció la docencia durante 12 años (en total estuvo 25 años como docente). Trabajó en tareas como la fabricación de dispositivos ópticos y de composición fotográfica, de sistemas de almacenamiento y recuperación de microfilms.
En 1922 funda la compañía American Appliance Company con su compañero Tufts Laurence, K. Marshall y el científico Charles G. Smith en Cambridge (Massachusetts), que posteriormente se vería convertida en Raytheon. Raytheon es, en la actualidad, principal contratista en materia de Defensa del Gobierno de los EE. UU. Entre los productos que fabrican están: visores infrarrojos, ciberseguridad, detectores de agentes químicos, o traductores árabe-inglés. Cobraron una gran relevancia en la investigación de posibles peligros tras el 11 de septiembre como la detección de posible radioactividad o la inmunidad ante ataques posteriores.
En 1927 construyó la primera computadora analógica a la que llamó analizador diferencial. Se diferenciaba de las digitales en que representan los números mediante tensiones eléctricas de voltaje variable, y servía para realizar automáticamente algunas de las operaciones elementales. Este invento tuvo repercusión en muchas áreas, especialmente en la ingeniería y en la química.
En 1939 es nombrado presidente del Carnegie Institute de Washington, y Director del National Advisory Committee for Aeronautics; en 1941 fue nombrado, por el presidente de EE. UU., director de la Office of Scientific Research and Development, siendo jefe del Proyecto Manhattan, una comunidad de científicos encargados de la creación de la bomba atómica en los albores de la Segunda Guerra Mundial.
En 1945 publica un artículo llamado «As we may think» («Como podríamos pensar») en la revista Atlantic Monthly, donde describió, principalmente, la llegada de dos dispositivos.
En primer lugar, una máquina pensante que fuese capaz de realizar ciertos cálculos; tarea que actualmente es desarrollada por sencillas calculadoras. En segundo lugar, una máquina que funcionaba mediante el dictado y que era capaz de almacenar la información de voz para representarla de forma escrita. Hoy en día hay software capaz de realizar esto, aunque pueda conseguirse un grado de precisión mayor. 
El último de sus logros, y el que más influyó en la visión del hipertexto y de la Internet para etapas posteriores, fue sin duda el Memex, un dispositivo mecánico de almacenamiento de libros, grabaciones y comunicaciones, de búsqueda muy sencilla, rápida y no lineal; el Memex nunca se desarrolló, pero inspiró el trabajo de sus sucesores Douglas Engelbart, Ted Nelson y, más adelante, Tim Berners Lee.
Según algunos estudiosos, investigadores y documentos oficiales desclasificados, fue el segundo al mando del grupo MJ-12. Él fue el encargado para que escogiese un grupo de científicos en varias ramas que se hiciesen cargo de los futuros exámenes de vehículos voladores estrellados en territorio estadounidense, fueran estos de naciones terrestres, por ejemplo naves espías de la URSS (en plena Guerra Fría), como extra-terrestres, bajo el mando del General Marshall, durante el gobierno del presidente Truman en 1948.[cita requerida]
En 1949 fue propuesto para el premio Nobel de física.

## El analizador diferencial
Tal invento fue creado por Vannevar Bush. El analizador diferencial fue una calculadora analógica que fue construida entre los años 1925 y 1931 en el Instituto Tecnológico de Massachusetts (MIT).
Físicamente estaba compuesta por amplificadores mecánicos, de los que se encontraban a su vez constituidos cada uno de ellos por un disco de cristal y una rueda metálica, y de esta forma el conjunto podía efectuar rotaciones por medio de motor eléctrico.
Existían varios modelos diferentes de estos aparatos, incluyendo de doce a dieciocho integradores de ruleta que por medio de sus conexiones mediante trenes de engranaje, representaban cada uno de los coeficientes de una ecuación integral o diferencial. Así tenemos una máquina capaz de realizar ecuaciones diferenciales de hasta 18 variables y fue concebida para la resolución de problemas en las redes eléctricas.
El analizador diferencial obtuvo un impacto mediático muy grande y en 1935 se comenzó a construir una segunda versión más potente que salió a la luz en 1942 y que se mantuvo en secreto. Básicamente consistía en un aparato que se utilizaba para el cálculo de tablas de tiro para la Marina de los EE. UU., que intentaba resolver ecuaciones balísticas para las trayectorias de los proyectiles. El analizador constaba de unos 2000 tubos electrónicos, varios miles de relés electromagnéticos, y unos 320 kilómetros de cable; en total pesaba unas 200 toneladas.

## Memex
Este aparato consiste en bases planas con una superficie translúcida que es capaz de encontrar a alta velocidad, información almacenada en una base de datos. En una de las superficies el usuario escribe palabras o dibujos clave que seguirían estándares universales, y en la otra superficie se reflejaría la biblioteca o base de datos donde se encuentran todos los datos a buscar. La forma de trabajar sería parecida a la que realiza el pensamiento humano utilizando la principal capacidad de asociación y no por medio de la ubicación mecánica de temas en un índice. De esta forma el lector podrá añadir comentarios y notas en la película del Memex.
Por tanto, el Memex es un dispositivo en el que se almacenan todo tipo de textos, registros, libros y comunicaciones, que puede ser mecanizado de forma que puede ser consultado con extrema velocidad y flexibilidad. Para la consulta de un artículo, el usuario construye una red de caminos asociados, de acuerdo con su interés, a través de todos los materiales de la biblioteca de forma que pueda cambiar la configuración cuando lo desee; se constituyen senderos de lectura, enlazando los artículos disponibles, y se puede modificar esa configuración cuando se quiera.
Bush quería que el memex emulara la forma en que el cerebro vincula datos por asociación en lugar de índices y paradigmas de almacenamiento tradicionales y jerárquicos, y ser fácilmente accesible como "un futuro dispositivo para uso individual ... una especie de archivos privados mecanizados y una biblioteca" en forma de un escritorio. El memex también fue concebido como una herramienta para estudiar el propio cerebro.
Después de pensar en el potencial de la memoria aumentada durante varios años, Bush expuso largamente sus pensamientos en "Como Podríamos Pensar", predijo que "aparecerán formas totalmente nuevas de enciclopedias, listas con una malla de senderos asociativos que las atraviesan, Listo para ser caído en el memex y allí amplificado".
Poco después de que "Como Podríamos Pensar" fuese publicado, Douglas Engelbart lo leyó, y con las visiones de Bush en mente, comenzó el trabajo que más tarde conduciría a la invención del ratón. Ted Nelson, que acuñó los términos "hipertexto" e "hipermedia", también estuvo muy influenciado por el ensayo de Bush.
Las aportaciones de Vannevar Bush sobre registro, recuperación de información y lectura en bibliotecas y centros de documentación, han hecho que Bush sea uno de los autores importados al campo de la Información y Documentación más citados. Bush rompe con la separación entre autor y lector, y la frontera que marcaban ambos papeles deja de ser tan estricta, por lo que el que lee puede hacer anotaciones y notas. 
A Bush le debemos esta máquina, el Memex, pero también el almacenamiento de la información de una manera diferente, donde todo está conectado con todo. Bush logra de ese modo avanzarse a su tiempo, y es consciente de la problemática tecnológica que va en aumento. 